# Thüringer Strauchpappel
Die Thüringer Strauchpappel (Lavatera thuringiaca) ist eine Pflanzenart aus der Gattung der Strauchpappeln (Lavatera) in der Unterfamilie der Malvoideae innerhalb der Familie der Malvengewächse (Malvaceae).

## Beschreibung

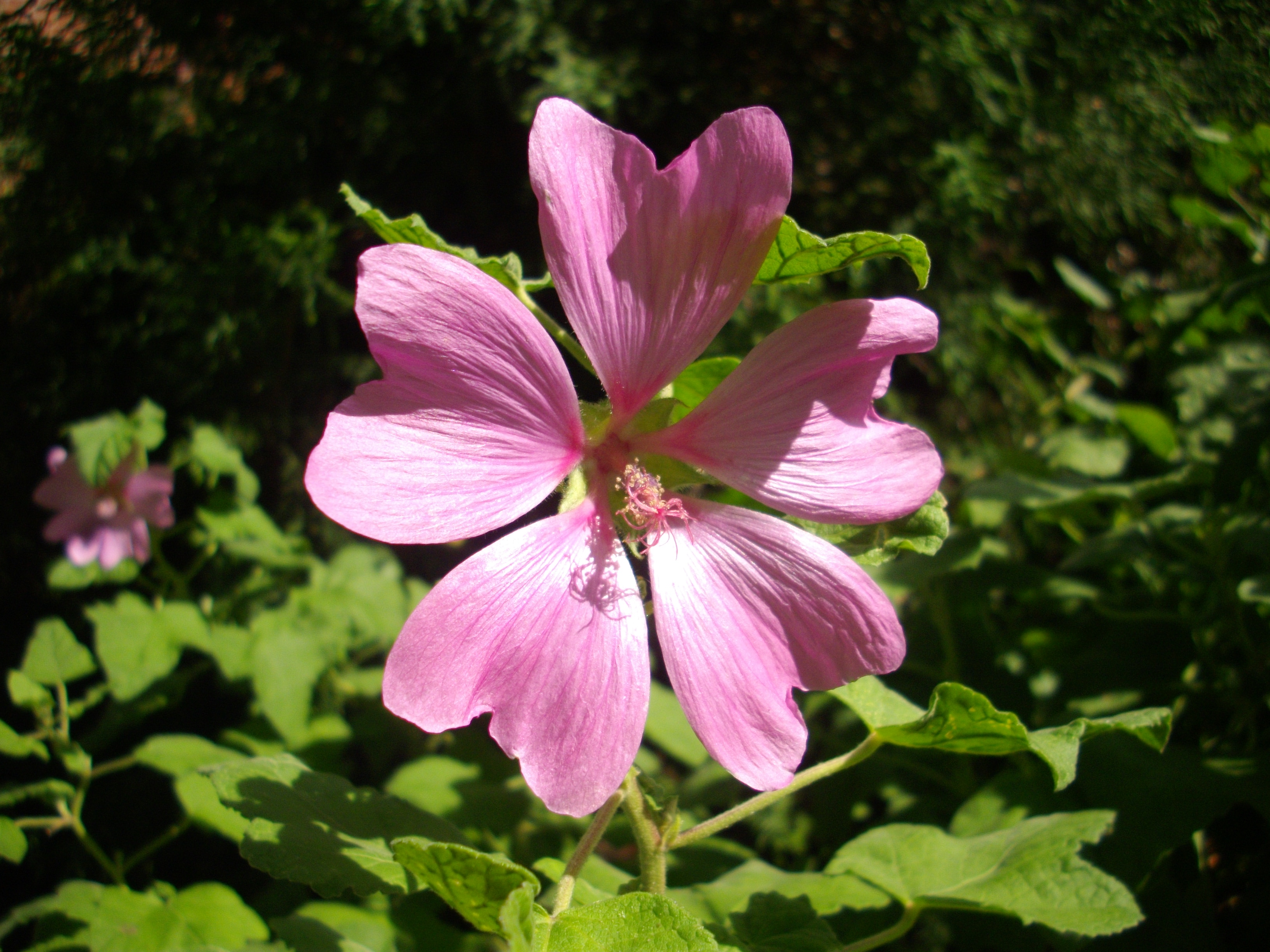
Fünfzählige Blüte im Detail

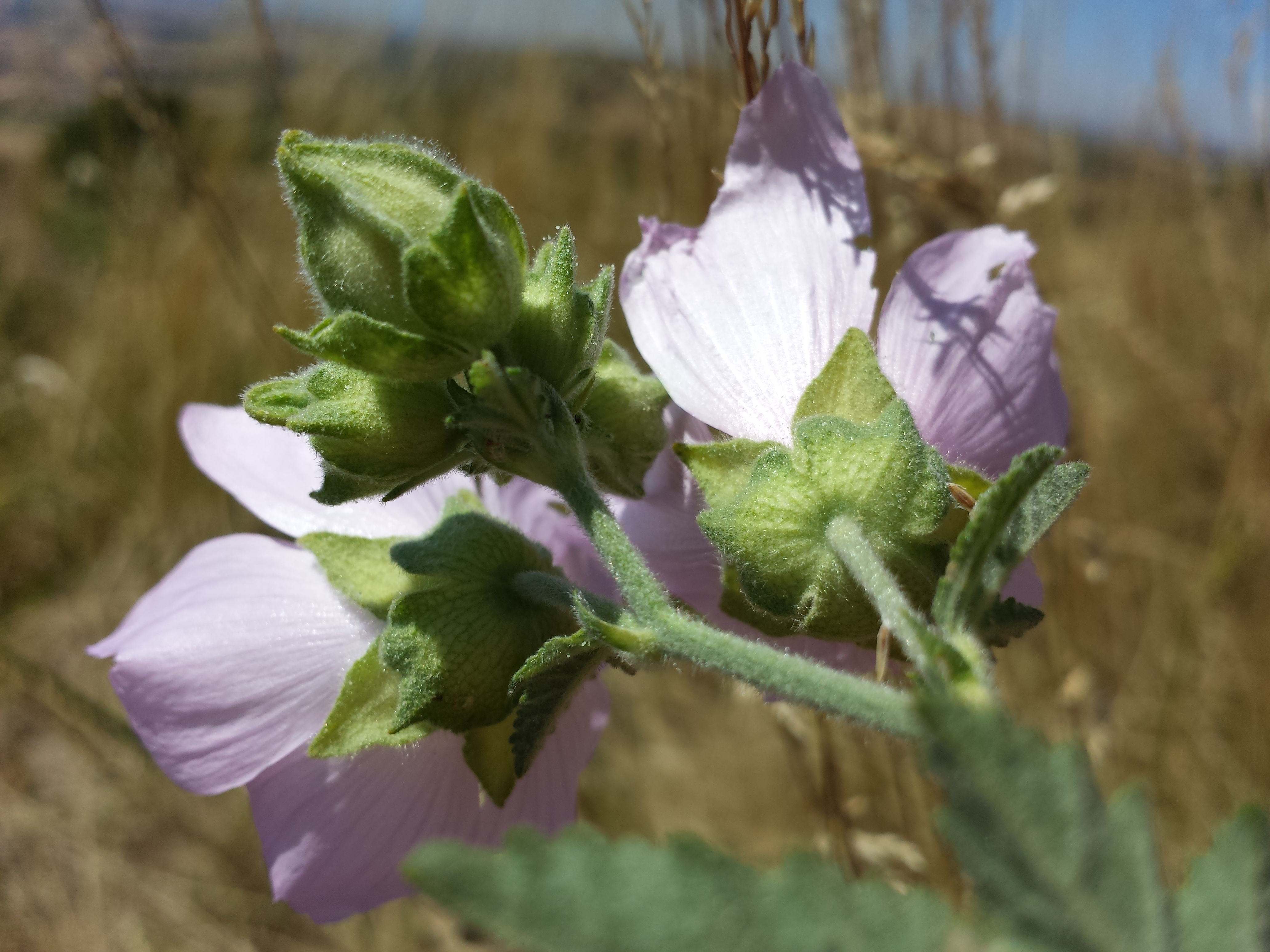
Der Außenkelch besitzt drei rundlich-eiförmige Zipfel, welche miteinander verwachsen sind.

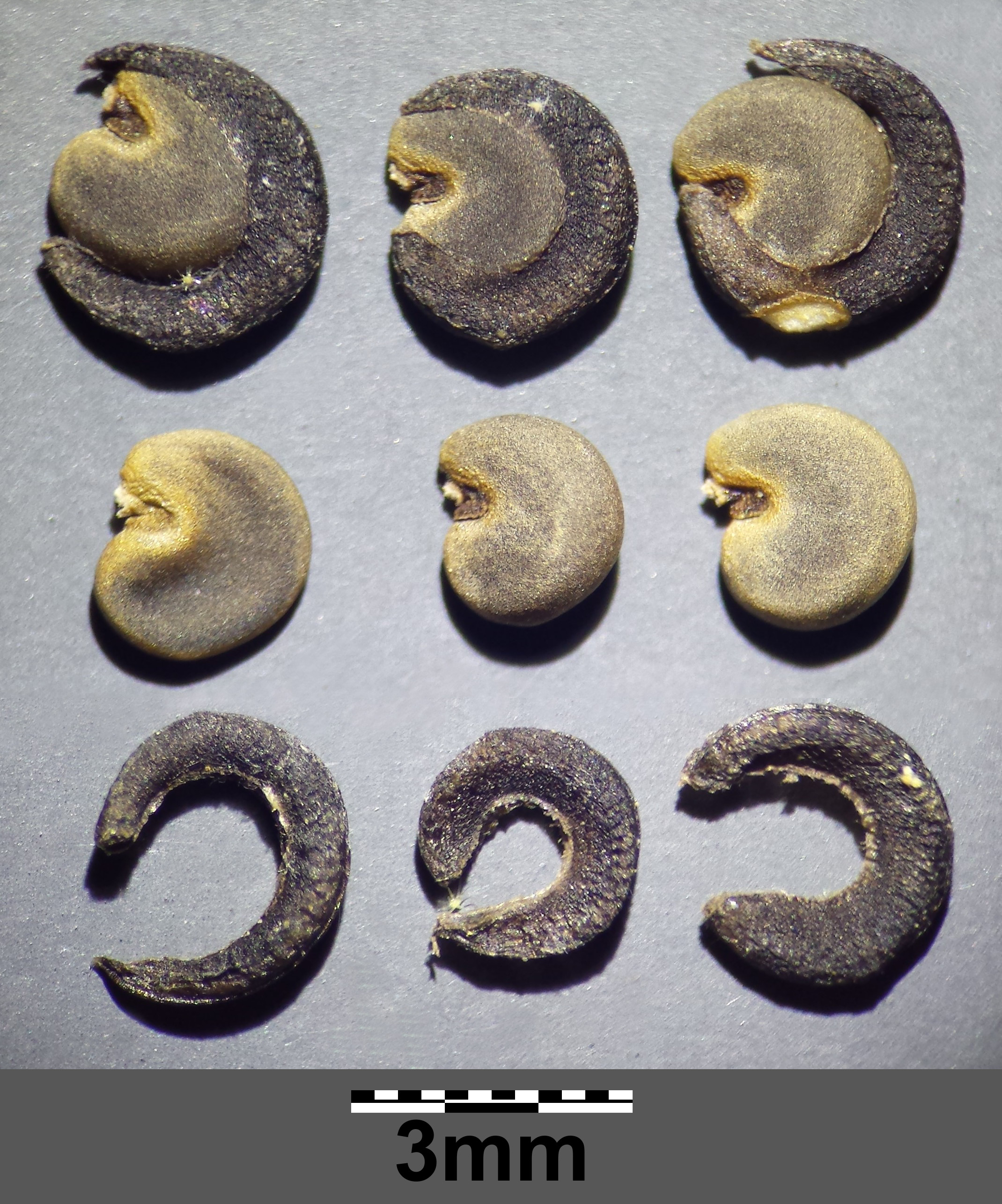
Früchte und darin enthaltene Samen

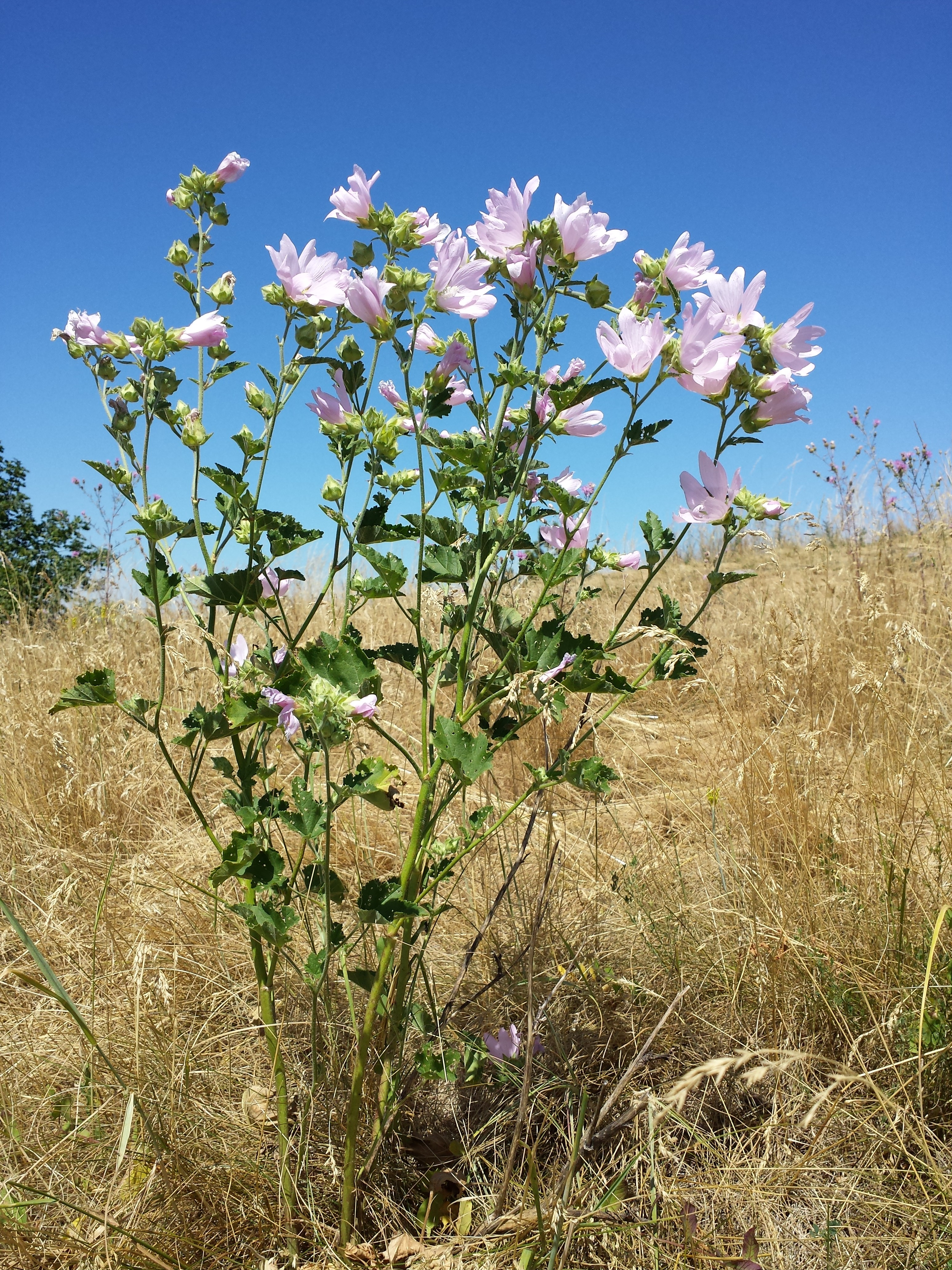
Habitus (natürliches Vorkommen auf einem Trockenrasen in Niederösterreich)

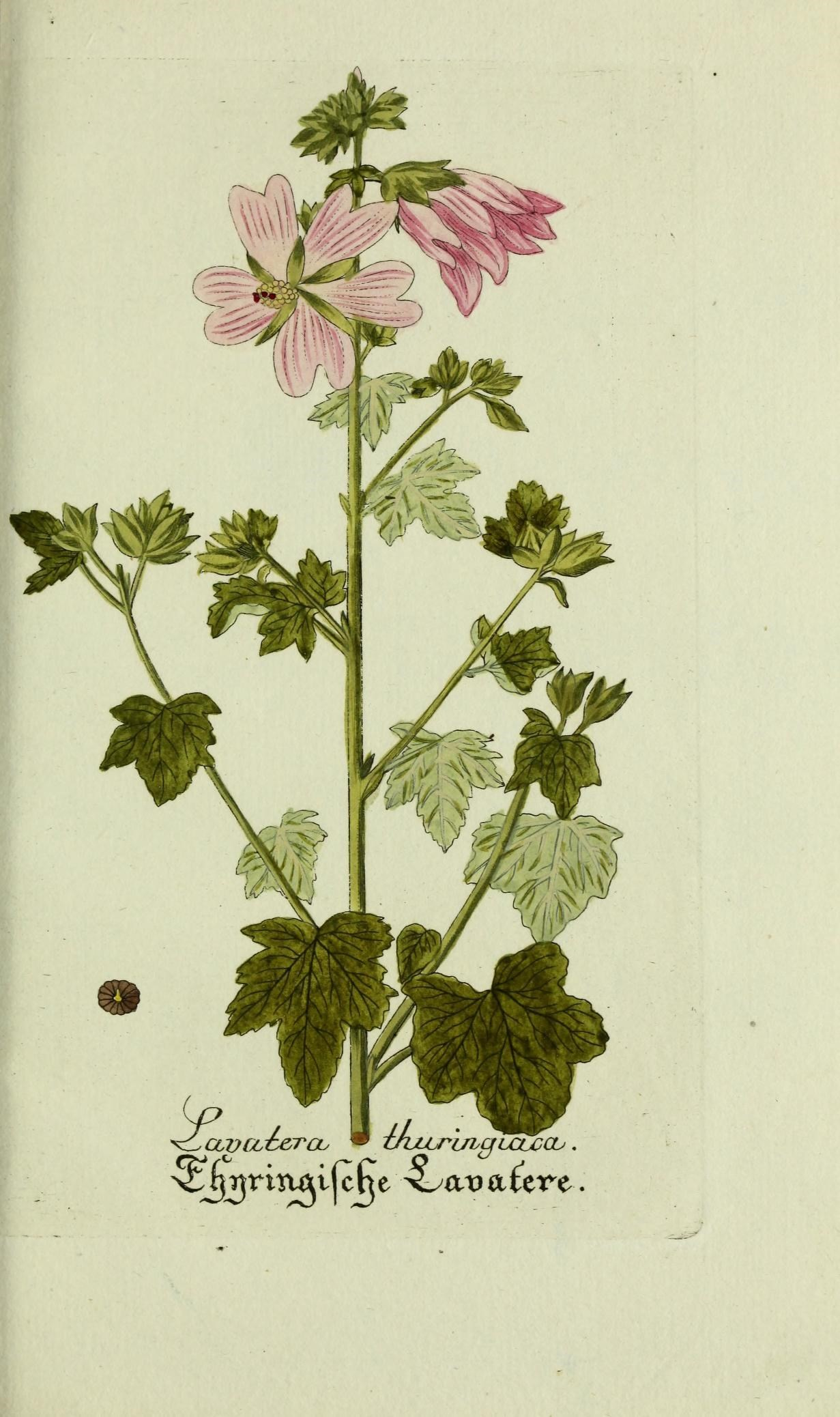
Illustration

### Vegetative Merkmale
Die Thüringer Strauchpappel wächst als ausdauernde krautige Pflanze, die Wuchshöhen von 50 bis 125 Zentimetern erreicht. Die Laubblätter und Blüten des oberen Teils sind filzig mit Sternhaaren bedeckt (Indument). Die oberen Stängelblätter sind bis zu 10 Zentimeter lang, drei- bis fünflappig und maximal bis zur Mitte geteilt, die unteren Laubblätter sind fünfeckig. 

### Generative Merkmale
Die Blütezeit reicht von Juli bis Oktober. Die Blüten stehen in einem lockeren, traubigen Blütenstand zusammen. Die zwittrigen Blüten sind fünfzählig und bei einem Durchmesser von 5 bis 8 Zentimetern radiärsymmetrisch. Der Außenkelch ist zu einer dreispaltigen Hülle verwachsen und kürzer als der Kelch. Die fünf genagelten Kronblätter sind 2,5 bis 4,5 Zentimeter lang, am Grund behaart, an der Spitze tief ausgerandet und rosafarben mit einer dunklen Aderung. Jede Blüte enthält etwa 70 bis 90 Staubblätter.
Die Teilfrüchte sind kahl und am Rücken runzelig.
Die Chromosomenzahl beträgt 2n = 40 oder 44.

## Vorkommen
Im deutschsprachigen Raum ist sie fast überall nur eingeschleppt und unbeständig verwildert. Ureinheimisch ist sie wahrscheinlich nur im pannonischen Gebiet Österreichs, wo sie in den Bundesländern Wien, Niederösterreich und im Burgenland zerstreut auftritt.
Die Thüringer Strauchpappel gedeiht am besten auf stickstoffreichen, feuchten Lehm- oder Tonböden, die etwas salzhaltig sein können. Sie bevorzugt sommerlich warme Lagen und besiedelt vorwiegend Ödland und Schwemmflächen an Flüssen, wächst aber auch im Ufergebüsch. Sie ist eine Charakterart des Verbands Arction, kommt aber auch in Gesellschaften der Ordnung Origanetalia vor.

## Taxonomie
Die Erstveröffentlichung von Lavatera thuringiaca erfolgte 1753 durch Carl von Linné in Species Plantarum, Tomus 2, S. 691. Ein Synonym für Lavatera thuringiaca L. ist Malva thuringiaca (L.) Vis.